# Wildness of Youth
Wildness of Youth è un film muto del 1922 diretto da Ivan Abramson.

## Trama
Andrew Kane, figlio viziato e ribelle, anche se i suoi ormai sono rimasti senza un soldo, aspira alla mano di Jule Grayton, un'altra testa matta come lui, figlia di un ricco filantropo. Rivale di Andrew è un agente di cambio, James Surbrun, che viene trovato ucciso. Andrew, accusato dell'omicidio, viene incarcerato. Quando si stabilirà la sua innocenza, Andrew e Jule, riconciliati, metteranno la testa a posto per iniziare una nuova vita insieme.

## Produzione
Il film fu prodotto dalla Graphic Films Corporation.

## Distribuzione
Il film uscì nelle sale cinematografiche USA il 29 settembre 1922.